# Coupe interfédérale
La Coupe interfédérale est une compétition de football organisée en France par la Ligue de football association lors de la saison 1916-1917. Elle a la particularité d'être ouverte à toutes les associations. La presse de l'époque considère la compétition comme le « véritable championnat de France de guerre ».
L'AS française s'impose en finale contre le Stade rennais par 2 buts à 1.

## Paris
Le tirage au sort des trois premiers tours a lieu le 16 septembre 1916 à Paris.

### Premier tour
L'AS Amicale, l'USA Clichy, Enghien Sports, le CA Boulonnais, le CA Vitry, le CA XIVe et l'US Suisse sont exempts du premier tour.
Les matchs du premier tour sont, :
| 15 octobre 1916 | Jeunesse athlétique de Saint-Ouen | 0 – 3   | Gallia Club   |  |  |
|                 |                                   | (0 – 0) | Nicolas · Bel |  |  |
|                 | [ 4 ]                             |         |               |  |  |

| 15 octobre 1916 | AS française | 2 – 1 | Olympique |                                                            |                                                            |
| 14 h 30         |              |       |           | Stade de la rue Olivier-de-Serres, Paris Spectateurs : 500 | Stade de la rue Olivier-de-Serres, Paris Spectateurs : 500 |

| 15 octobre 1916 | Étoile des deux lacs | 2 – 4   | Racing Club de France          |  |  |
|                 | ? · ?                | (1 – 1) | Trentesaux · Motthey · Carlier |  |  |
|                 | [ 6 ]                |         |                                |  |  |

| 15 octobre 1916 | Club sportif des Sourds-Muets | 0 – 24 | CA Paris |  |  |
|                 |                               |        |          |  |  |

| 15 octobre 1916 | Club français | Forfait,. | Stade français |  |  |
|                 |               |           |                |  |  |

| 15 octobre 1916 | Red Star | 1 – 2   | CASG Paris        |                        |                        |
|                 | Charles  | (0 – 0) | Tremblay · Jourda | Arbitrage : Géo Napier | Arbitrage : Géo Napier |
|                 | [ 6 ]    |         |                   | Arbitrage : Géo Napier | Arbitrage : Géo Napier |

| 15 octobre 1916 | Paris Star | 2 – 1   | Stade athlétique de Paris |                       |                       |
|                 |            | (2 – 0) |                           | Arbitrage : M. Neuens | Arbitrage : M. Neuens |
|                 | [ 6 ]      |         |                           | Arbitrage : M. Neuens | Arbitrage : M. Neuens |

| 15 octobre 1916 | Étoile sportive de Saint-Maur | 5 – 0   | Margarita Club du Vésinet |  |
|                 |                               | (3 – 0) |                           |  |
|                 | [ 6 ]                         |         |                           |  |

| 15 octobre 1916 | Club sportif des Epinettes | 0 – 4   | Union sportive de l'Île-Saint-Denis |                        |                        |
|                 |                            | (0 – 3) |                                     | Arbitrage : M. Plagnes | Arbitrage : M. Plagnes |
|                 | [ 6 ]                      |         |                                     | Arbitrage : M. Plagnes | Arbitrage : M. Plagnes |

### Deuxième tour
| 1er novembre 1916 | Gallia Club | 0 – 5 | AS française |                         |                         |
| 14 h 30           |             |       |              | Parc des Princes, Paris | Parc des Princes, Paris |
| 14 h 30           | .           |       |              | Parc des Princes, Paris | Parc des Princes, Paris |

| 1er novembre 1916 | CA Paris | 4 – 2 | Racing Club de France |                                         |
|                   |          |       |                       | Stade de Charentonneau, Maisons-Alfort. |
|                   | .        |       |                       |                                         |

| 1er novembre 1916 | Stade français | 5 – 0 | AS Amicale |             |
|                   |                |       |            | Saint-Cloud |
|                   | [ 10 ]         |       |            |             |

| 1er novembre 1916 | USA Clichy | 6 – 3 | Enghien Sports |        |
|                   |            |       |                | Clichy |
|                   | .          |       |                |        |

| 1er novembre 1916 | CA Boulonnais | 3 – 1 | CA Vitry |                 |
|                   |               |       |          | Vitry-sur-Seine |
|                   | [ 13 ]        |       |          |                 |

| 1er novembre 1916 | CA XIVe | 1 – 6 | US Suisse |                     |
|                   |         |       |           | Le Chevaleret, Ivry |
|                   | [ 10 ]  |       |           |                     |

| 1er novembre 1916 | CASG Paris | 4 – 0 | Paris Star |                         |                         |
| 14 h 30           |            |       |            | Stade Jean-Bouin, Paris | Stade Jean-Bouin, Paris |
| 14 h 30           | [ 10 ]     |       |            | Stade Jean-Bouin, Paris | Stade Jean-Bouin, Paris |

| 1er novembre 1916 | ES Saint-Maur | 4 – 2 | US Île-Saint-Denis |                       |
|                   |               |       |                    | Saint-Maur-des-Fossés |
|                   | [ 13 ]        |       |                    |                       |

### Quarts de finale
| 31 décembre 1916 | CA Paris | 1 – 3 | AS française |                                                               |                                                               |
| 14 h 15          |          |       |              | Stade de Charentonneau, Maisons-Alfort Arbitrage : R. Boulton | Stade de Charentonneau, Maisons-Alfort Arbitrage : R. Boulton |
| 14 h 15          | [ 15 ]   |       |              | Stade de Charentonneau, Maisons-Alfort Arbitrage : R. Boulton | Stade de Charentonneau, Maisons-Alfort Arbitrage : R. Boulton |

| 31 décembre 1916 | Stade français | 3 – 2 | USA Clichy |                             |                             |
| 14 h 15          |                |       |            | La Faisanderie, Saint-Cloud | La Faisanderie, Saint-Cloud |
| 14 h 15          | [ 16 ]         |       |            | La Faisanderie, Saint-Cloud | La Faisanderie, Saint-Cloud |

| 31 décembre 1916 | CA Boulonnais | 5 – 3 | US Suisse |                     |                     |
| 14 h 15          |               |       |           | Stade de Saint-Ouen | Stade de Saint-Ouen |
| 14 h 15          | [ 15 ]        |       |           | Stade de Saint-Ouen | Stade de Saint-Ouen |

| 31 décembre 1916 | CASG Paris | 4 – 1 | ES Saint-Maur |                         |                         |
| 14 h 15          |            |       |               | Stade Jean-Bouin, Paris | Stade Jean-Bouin, Paris |
| 14 h 15          | [ 15 ]     |       |               | Stade Jean-Bouin, Paris | Stade Jean-Bouin, Paris |

### Demi-finales
| 22 avril 1917 | AS française | 3 – 2   | Stade français |                             |                             |
| 14 h 30       |              | (2 – 2) |                | La Faisanderie, Saint-Cloud | La Faisanderie, Saint-Cloud |
| 14 h 30       | [ 18 ]       |         |                | La Faisanderie, Saint-Cloud | La Faisanderie, Saint-Cloud |

| 18 février 1917 | CASG Paris | 8 – 0 | CA Boulonnais |                  |
|                 |            |       |               | Stade Jean-Bouin |
|                 | [ 19 ]     |       |               |                  |

### Finale
| 29 avril 1917 | AS française | 4 – 1 ap              | CASG Paris |                                                                 |                                                                 |
| 14 h 45       |              | (0 – 0, 0 – 0, 1 – 1) |            | Stade de la rue Olivier-de-Serres, Paris Arbitrage : Géo Napier | Stade de la rue Olivier-de-Serres, Paris Arbitrage : Géo Napier |
| 14 h 45       | [ 20 ]       |                       |            | Stade de la rue Olivier-de-Serres, Paris Arbitrage : Géo Napier | Stade de la rue Olivier-de-Serres, Paris Arbitrage : Géo Napier |

## Province

### Premier tour
Le calendrier du premier tour est établi par la LFA en septembre 1916.
Pour le premier tour de province joué le 15 octobre 1916, le Club sportif des Terreaux, l'Albert Football Club Vernon, Le Havre AC et le Stade toulousain sont exemptés.
| 15 octobre 1916 | International FC Nice | 5 – 0 | Racing Club de Toulon |                         |
|                 |                       |       |                       | Parc des Sports, Rennes |
|                 | [ 23 ]                |       |                       |                         |

| 15 octobre 1916 | Olympique de Marseille | 3 – 0 | Racing Club de Marseille |                                                    |
|                 |                        |       |                          | Stade de l'Huveaune, Marseille Arbitrage : M. Lamy |
|                 | ,                      |       |                          |                                                    |

| 15 octobre 1916 | Football Club Nîmois | 2 – 1 ap | Football Union Nîmois |       |
|                 |                      |          |                       | Nîmes |
|                 | [ 26 ]               |          |                       |       |

| 15 octobre 1916 | VGA Médoc | forfait, | Bons Gars de Bordeaux |                       |
|                 |           |          |                       | Arbitrage : M. Castan |

| 15 octobre 1916 | Arago sport orléanais | forfait | Gambetta Club orléanais |  |  |
|                 |                       |         |                         |  |  |
|                 | [ 23 ]                |         |                         |  |  |

| 15 octobre 1916 | Stade rennais | 5 – 1 | US Le Mans |                                                    |                                                    |
|                 |               |       | Tessier    | Rennes Spectateurs : 1 000 Arbitrage : Tommy Peree | Rennes Spectateurs : 1 000 Arbitrage : Tommy Peree |
|                 | [ 25 ]        |       |            | Rennes Spectateurs : 1 000 Arbitrage : Tommy Peree | Rennes Spectateurs : 1 000 Arbitrage : Tommy Peree |

| 15 octobre 1916 | Amiens AC | 5 – 1 | Stade amiénois |        |
|                 |           |       |                | Amiens |
|                 | [ 28 ]    |       |                |        |

| 15 octobre 1916 | Le Havre Sports | 2 – 2 ap | Patronage Laïque Havrais |          |
|                 |                 |          |                          | Le Havre |

### Deuxième tour
Les matchs du deuxième tour sont :
| 1er novembre 1916 | Stade rennais | 21 – 0 | Gambetta Club orléanais |        |
|                   |               |        |                         | Rennes |
|                   | [ 30 ]        |        |                         |        |

| 19 novembre 1916 | Le Havre AC | 2 – 0   | Le Havre Sports |  |  |
|                  | ? · Leiber  | (0 – 0) |                 |  |  |
|                  | [ 31 ]      |         |                 |  |  |

| 1er novembre 1916 | Amiens AC | – | Albert Football Club de Vernon |       |
|                   |           |   |                                | Paris |

| 12 novembre 1916 | VGA Médoc | – | Stade toulousain |                        |
|                  |           |   |                  | Parc du Jard, Mérignac |

| 1er novembre 1916 | Club sportif des Terreaux        | 8 – 0 | FC Nîmes |                          |                          |
|                   | Flauguais · Menchetti · Chapelle |       |          | Lyon Arbitrage : M. Méru | Lyon Arbitrage : M. Méru |
|                   | [ 33 ]                           |       |          | Lyon Arbitrage : M. Méru | Lyon Arbitrage : M. Méru |

Contrairement au règlement de la Coupe interfédérale prévoyant une prolongation en cas de match nul, le match Olympique de Marseille-International Football Club de Nice est rejoué. L'International FC de Nice ayant été en retard d'une demi-heure, l'équipe marseillaise n'aurait pas pu prendre le dernier train pour Marseille.
| 19 novembre 1916 | International FC Nice | 2 – 2   | Olympique de Marseille |      |      |
|                  | ? · ?                 | (1 - 1) | René Scheibenstock · ? | Nice | Nice |
|                  | [ 34 ]                |         |                        | Nice | Nice |

| Match rejoué     | Olympique de Marseille | 3 – 0   | International FC Nice |                                                            |                                                            |
| 24 décembre 1916 |                        | (2 – 0) |                       | Stade de l'Huveaune, Marseille Arbitrage : Private Daniels | Stade de l'Huveaune, Marseille Arbitrage : Private Daniels |
| 24 décembre 1916 | .                      |         |                       | Stade de l'Huveaune, Marseille Arbitrage : Private Daniels | Stade de l'Huveaune, Marseille Arbitrage : Private Daniels |

### Quarts de finale
Les quarts de finale ne concernent que les clubs de l'Ouest de la France. L'Olympique de Marseille et le Club sportif des Terreaux, représentants de la partie Est de la France, se rencontrent directement en demi-finale.
| 17 décembre 1916 | Amiens AC | 0 – 0 ap | Le Havre AC |                        |
|                  |           |          |             | Stade Brancion, Vanves |
|                  | [ 38 ]    |          |             |                        |

| Match rejoué            | Le Havre AC                                                                                 | 3 – 0   | Amiens AC                                                                                   |                                                    |                                                    |
| 21 janvier 1917 14 h 45 | Louiver · Leiber · Lang                                                                     | (3 – 0) |                                                                                             | Terrain de Sanvic, Le Havre Arbitrage : Géo Napier | Terrain de Sanvic, Le Havre Arbitrage : Géo Napier |
| 21 janvier 1917 14 h 45 | [ 39 ]                                                                                      |         |                                                                                             | Terrain de Sanvic, Le Havre Arbitrage : Géo Napier | Terrain de Sanvic, Le Havre Arbitrage : Géo Napier |
| 21 janvier 1917 14 h 45 | Frémont, Carré, Scherr, Mével, André, Delahaye, Lenoble, Louiver, Leiher, Lang, Steinhauser | Équipes | Fruleux, Bourdel, Ducellier, Brehon, Louveau, Dupont, Sadosky, ?, Wallet, Brehon, Rémolleux | Terrain de Sanvic, Le Havre Arbitrage : Géo Napier | Terrain de Sanvic, Le Havre Arbitrage : Géo Napier |

| 21 janvier 1917 | Stade rennais | Forfait | VGA Médoc |  |  |
|                 |               |         |           |  |  |

### Demi-finales
| 31 décembre 1916 | Olympique de Marseille | 1 – 0 ap       | Club sportif des Terreaux |                                                            |                                                            |
|                  |                        | (0 – 0, 0 – 0) |                           | Stade de l'Huveaune, Marseille Arbitrage : Private Daniels | Stade de l'Huveaune, Marseille Arbitrage : Private Daniels |
|                  | ,                      |                |                           | Stade de l'Huveaune, Marseille Arbitrage : Private Daniels | Stade de l'Huveaune, Marseille Arbitrage : Private Daniels |

| 18 février 1917 | Stade rennais | 4 – 3          | Le Havre AC |                     |                     |
| 14 h 15         |               | (1 – 1, 2 – 2) |             | Stade de Saint-Ouen | Stade de Saint-Ouen |
| 14 h 15         | [ 43 ]        |                |             | Stade de Saint-Ouen | Stade de Saint-Ouen |

### Finale de province
L'Olympique de Marseille déclare forfait, en raison de refus de permissions dans l'effectif marseillais, et ce malgré une demande de report de la part du club, rejetée par la LFA.
| 18 mars 1917 | Stade rennais | Forfait | Olympique de Marseille |                                         |
|              |               |         |                        | Stade de Charentonneau, Maisons-Alfort. |

## Finale nationale
La finale de la Coupe interfédérale voit s'affronter au  Stade de la rue Olivier-de-Serres de Paris, l'AS française, vainqueur de la région de Paris, au Stade rennais, vainqueur de la finale de province.
| Finale              | AS française     | 2 – 1   | Stade rennais  |                                                                 |                                                                 |
| 13 mai 1927 15 h 25 | Soïka · Handjian | (1 – 0) | George Scoones | Stade de la rue Olivier-de-Serres, Paris Arbitrage : Géo Napier | Stade de la rue Olivier-de-Serres, Paris Arbitrage : Géo Napier |
| 13 mai 1927 15 h 25 | [ 47 ]           |         |                | Stade de la rue Olivier-de-Serres, Paris Arbitrage : Géo Napier | Stade de la rue Olivier-de-Serres, Paris Arbitrage : Géo Napier |